# Фараонов Павло Артемович
Павло́ Арте́мович Фарао́нов (нар. 12 лютого 1933, село Лісківці, нині Кам'янець-Подільського району Хмельницької області — пом. 11 травня 1993, Кам'янець-Подільський) — висококваліфікований спеціаліст культосвітньої роботи, громадський діяч, ентузіаст і організатор клубної та бібліотечної роботи, пропагандист пам'яток історії та культури Хмельниччини.
Іменем Фараонова названо одну з вулиць села Лісківці. Встановлено Хмельницьку обласну премію імені Павла Фараонова в галузі культурно-освітньої роботи. Ця премія вручається щорічно, починаючи з 1994 року, до дня народження Павла Фараонова особам або колективам, які відзначилися в галузі культосвітньої, творчої, громадської роботи та відродженні національної культури народу. Лауреат отримує диплом лауреата та грошову винагороду.

## Біографія
Закінчив клубний відділ Кам'янець-Подільського технікуму підготовки культосвітніх працівників (вступив 1950 року; нині Кам'янець-Подільський коледж культури і мистецтв), Харківський інститут культури (нині Харківська державна академія культури), де здобув фах організатора культосвітньої роботи. Після закінчення технікуму працював інструктором Кам'янець-Подільського районного Будинку культури, інструктором Кам'янець-Подільського районного відділу культури.
Від 1965 року до 17 квітня 1975 року був завідувачем Кам'янець-Подільського районного відділу культури . 29 квітня 1975 року затверджено завідувачем відділу агітації та пропаганди Кам'янець-Подільського райкому Компартії України . Згодом повернувся на посаду завідувача Кам'янець-Подільського районного відділу культури.
З ініціативи Фараонова в Кам'янець-Подільському районі збудовано близько 25 клубних і бібліотечних установ. Організовував роботу культосвітніх установ на основі глибокого вивчення тенденцій у відродженні і розвитку національної української культури, духовних потреб людей. Фараонов розробив такі форми роботи, як трибуна громадської думки, центри інформації, молодіжні культурні центри, зустрічі за «круглим столом» та ін. За його сценаріями проводилися огляди-конкурси, фестивалі, театралізовані літературно-мистецькі, фольклорні свята.
2003 року до 70-річчя з дня народження Павла Артемовича видано книгу спогадів «Фараонов — гордість культури Кам'янеччини».
Композитор Микола Мельник на вірш Фараонова «Земле подільська» написав пісню .